# مسجد السيد إبراهيم (بغداد)
مسجد السيد إبراهيم من مساجد العراق التراثية القديمة، وتم بناؤه في عهد الدولة العثمانية، في عام 1170 هـ/1756م، ويقع في جانب الكرخ من مدينة بغداد، في منطقة الشواكة قرب سوق (علوة) السمك.
يحوي المسجد مصلى صغير واقع على يمين الداخل إليه، وجرت للمسجد عدة أعمال ترميم وصيانة وكان آخرها في عام 1435هـ/2012م، من قبل ديوان الوقف السني في العراق. وتقام فيهِ حالياً الصلوات الخمسة المكتوبة.